# 김호재
김호재(金浩載, 1995년 5월 31일~)는 전 KBO 리그 삼성 라이온즈의 내야수이자, 현 경일대학교 야구부의 수비코치이다.

## 선수 시절

### 삼성 라이온즈시절
2014년에 입단하였다.

#### 2018년 시즌
5월 22일 롯데전에서 데뷔 첫 경기를 치렀고, 경기에서 2타수 무안타를 기록했다. 5월 23일 롯데전에서 레일리를 상대로 데뷔 첫 안타를 쳐 냈다.

#### 2019년 시즌
시즌 28경기에 출전해 2할대 타율, 7안타를 기록했다.

#### 2020년 시즌
7월 4일 LG 트윈스와의 경기에서 끝내기 볼넷을 기록했다.

#### 2021년 시즌
시즌 87경기에 출전해 2할대 타율, 17안타, 7타점을 기록했다.

#### 2022년 시즌
시즌 21경기에 출전해 1할대 타율, 4안타 1타점을 기록했다.

#### 2023년 시즌
시즌 75경기에 출전해 2할대 타율, 25안타, 9타점을 기록했다. 시즌 후 방출됐다.

## 야구선수 은퇴 후
김상엽 감독의 부름을 받아 2024년부터 경일대학교 야구부의 수비코치로 활동한다.

## 응원가
삼성의 김호재 안타를 HO! 날려버려!
삼성의 김호재 호오오오 호재!
삼성의 김호재 안타를 HO! 날려버려!
삼성의 김호재 호오오오 호재! 김호재 (김호재)

## 출신 학교
- 서울도곡초등학교
- 이수중학교
- 장충고등학교

## 통산 기록
| 연도 | 팀명  | 타율  | 경기 | 타수 | 득점 | 안타 | 2루타 | 3루타 | 홈런 | 루타 | 타점 | 도루 | 도실 | 볼넷 | 사구 | 삼진 | 병살 | 실책 |
| ---- | ----- | ----- | ---- | ---- | ---- | ---- | ----- | ----- | ---- | ---- | ---- | ---- | ---- | ---- | ---- | ---- | ---- | ---- |
| 2018 | 삼성  | 0.167 | 10   | 6    | 1    | 1    | 0     | 0     | 0    | 1    | 0    | 0    | 0    | 0    | 0    | 2    | 0    | 2    |
| 2019 | 삼성  | 0.219 | 28   | 32   | 1    | 7    | 1     | 0     | 0    | 8    | 0    | 0    | 1    | 1    | 0    | 7    | 1    | 0    |
| 2020 | 삼성  | 0.322 | 65   | 118  | 19   | 38   | 5     | 0     | 1    | 46   | 10   | 2    | 0    | 16   | 3    | 19   | 1    | 4    |
| 2021 | 삼성  | 0.227 | 78   | 75   | 9    | 17   | 2     | 0     | 0    | 19   | 7    | 0    | 0    | 9    | 2    | 14   | 0    | 2    |
| 2022 | 삼성  | 0.143 | 21   | 28   | 1    | 4    | 1     | 0     | 0    | 5    | 1    | 0    | 0    | 1    | 0    | 9    | 1    | 2    |
| 2023 | 삼성  | 0.216 | 75   | 116  | 6    | 25   | 7     | 0     | 0    | 32   | 9    | 2    | 0    | 6    | 0    | 17   | 4    | 2    |
| 통산 | 6시즌 | 0.245 | 375  | 259  | 37   | 92   | 16    | 0     | 1    | 111  | 27   | 4    | 1    | 33   | 5    | 68   | 7    | 12   |